# 1992년 동계 올림픽 필리핀 선수단
1992년 동계 올림픽 필리핀 선수단은 프랑스 알베르빌에서 개최된 1992년 동계 올림픽에 참가한 올림픽 필리핀 선수단이다. 미카엘 테루엘 선수가 알파인스키 종목에 유일하게 출전하였으나 메달권 진입에는 실패하였다.

## 알파인스키
남자
| 선수          | 종목   | 1차     | 2차     | 종합    | 종합 |
| 선수          | 종목   | 시간    | 시간    | 시간    | 순위 |
| ------------- | ------ | ------- | ------- | ------- | ---- |
| 미카엘 테루엘 | 대회전 | 1:24.13 | 1:22.71 | 2:46.84 | 71   |
| 미카엘 테루엘 | 회전   | 1:13.95 | 1:13.54 | 2:27.49 | 49   |

## 참조
- 올림픽 공식 결과 보관됨 2012-02-04 - 웨이백 머신